# Haacke-Haus
Das Unternehmen Haacke Haus GmbH & Co. KG mit Firmensitz Celle und Werder/Havel war ein mittelständischer Fertighaushersteller. Deutschlandweit hatte die Firma an 5 Standorten Musterhäuser in Holztafelbauweise. Im Jahr 2017 betrug der Umsatz ca. 24 Millionen Euro und die Zahl der Mitarbeiter ca. 170.

## Unternehmensgeschichte
Die Ursprünge des Familienunternehmens lagen in der Entwicklung, Produktion und dem Vertrieb von Dämmstoffen (Wärmedämmung und Schalldämmung). In den 1870er Jahren erkannte der Ingenieur Wilhelm Berkefeld den Wert von Kieselgur als Isoliermaterial für Dampfkessel und Rohrleitungen. Er errichtete 1879 eine Fabrik für Wärmeschutzmassen in Celle, die er 1885 an seinen Mitarbeiter Albert Haacke verkaufte. Haacke war zuvor Vertreter der Berkefeld-Filter in Großbritannien, beschäftigte sich aber bereits nebenher mit dem Verkauf von Isolierstoffen und gründete – unter Kapitalbeteiligung von Berkefeld – die Firma Haacke & Co. Erst um die Jahrhundertwende kehrte Haacke nach Deutschland zurück, um sich seinen hiesigen Unternehmungen zu widmen. 1902 ließ sich Haacke ein Verfahren zur Herstellung von Bau- und Isoliermaterial „…aus Korkklein, Pech und heißem Thonbrei“ patentieren.
1960 wurde das erste Musterhaus auf der Industriemesse in Hannover gezeigt. In den folgenden Jahren spezialisierte sich die Firma zum Anbieter von Fachwerk- und Klinkerhäusern. 1998 entwickelte das Unternehmen die Programmlinie ‚Haacke-natur’, die auf wohngesundes und ökologisches Bauen ausgerichtet war. 2001 entwickelte das Unternehmen eine „Moderne Stadtvilla“ und baute das erste nach der Energieeinsparverordnung vom Fraunhofer-Institut für Bauphysik (IPB) zertifizierte 3-Liter-Haus. Ein Jahr später folgte ein Passivhaus. Heute erstellt das Unternehmen deutschlandweit Ein- und Zweifamilienhäuser sowie Sozial- und Zweckbauten, Hotels, Kindergärten und Arztpraxen. Die Firma war auf energiesparendes Bauen in Holztafelbauweise spezialisiert.
2009 wurde die Produktion von Celle nach Potsdam verlegt und die Firmierung in Haacke Haus GmbH + Co KG. Werder/Havel geändert. Verwaltung und Vertrieb verblieben noch bis Sommer 2018 in Celle.
Am 2. Juli 2018 beantragte der Geschäftsführer der Komplementärin der HAACKE Haus GmbH + Co.KG beim Amtsgericht Celle die Eröffnung eines Insolvenzverfahrens in vorläufiger Eigenverwaltung.
Mit Beschluss des Amtsgerichts Celle vom 1. September 2018 wurde das Insolvenzverfahren eröffnet und der Geschäftsbetrieb eingestellt.

## Auszeichnungen
- 1909 Goldmedaille für Isoliermittel gegen Wärme, Kälte und Schall
- 2004 „Prädikat Wohnmedizinisch empfohlen“ für Haacke-natur von der Gesellschaft für Hygiene und Umweltmedizin, Berlin
- 2005 Erster Deutscher Fertighaus Preis‚ Golden Cube’ für Architektur, ökologische und energiesparende Bauweise der Stadtvilla
- 2011 Auszeichnung als Nachhaltiger Hersteller von der Verbraucherinitiative
- 2013 als „Marke des Jahrhunderts“ ausgezeichnet
- 2014 Exklusive Stadtvilla ist „Haus des Jahres 2014“
- 2015 Großer Preis des Mittelstandes: Haacke als Finalist geehrt